# Superintendência do Desenvolvimento do Sul
A Superintendência do Desenvolvimento da Região Sul ou Sudesul foi uma autarquia brasileira vinculada ao Ministério do Interior, que tinha por objetivo planejar o desenvolvimento econômico e estrutural da região Sul. Inicialmente nomeada Superintendência do Desenvolvimento da Fronteira Sudoeste, foi fundada em 1967, durante o final do Governo Castelo Branco e teve fim em 1990, no Governo Collor, junto com a Sudeco, que no entanto, foi reativada em 2009. Recentemente houve uma busca pelo seu retorno, o que não se concretizou.

## Ligações Externas
- Decreto-Lei nº 301, de 28 de fevereiro de 1967. — "Dispõe sobre o Plano de Desenvolvimento da Fronteira Sudoeste, aprova o I Plano Diretor, extingue a Superintendência do Plano de Valorização Econômica da Região da Fronteira Sudoeste do País, cria a Superintendência do Desenvolvimento da Fronteira Sudoeste - SUDESUL - e dá outras providências."